# Ніч в супермаркеті
«Ніч в супермаркеті», або «Продуктові битви» (англ. Foodfight!) — американський повнометражний мультфільм 2012 року. Знаходився у виробництві з 1999 року.
У 2012 року був включений у список «Найгірших фільмів усіх часів».

## Сюжет
Кожної ночі, коли усі люди залишають супермаркет, він перетворюється на справжнє місто: коробки стають будівлями, а проходи вулицями. Мешканці міста — рекламні персонажі та маскоти. Одного разу в магазині з'явився новий товар — загадковий «Бренд Ікс», який хоче захопити супермаркет.

## У ролях
- Чарлі Шин — Декс
- Вейн Брейді — Ден
- Гіларі Дафф — Промінчик
- Ларрі Міллер — Влад Шоковампір
- Єва Лонгорія — Леді Ікс
- Крістофер Ллойд — містер Кліпборд
- Едвард Аснер — містер Леонард
- Джері Стіллер — генерал Ікс
- Джеф Беннетт — лейтенант Ікс

## Виробництво та відгуки
Виробництво мультфільму почалось у 1999 році, за новою на той час технологією спільно з IBM. Він мав вийти у 2002 році, проте наприкінці 2002 року Лоуренс Касаноф заявив що жорсткі диски з незавершиними матеріалами фільму були викрадені в результаті акту «промислового шпигунства». Згодом, заявлена дата виходу була перенесена з 2005 на 2007 рік через проблеми з дистриб'ютором та інвесторами. В решті решт прем'єра була відмінена, після того як ряд організацій звинуватили творців у надмірному використанні продакт-плейсменту для дитячої аудиторії.
У 2011 році Threshold Animation Studios за борги була змушена продати мультфільм на аукціоні. Прем'єра відбулась у 2012 році в США.
Після виходу мультфільм отримав негативні відгуки як від глядачів, так і від критиків. Серед найбільших недоліків мультфільму здебільшого відзначали погану анімацію, гумор та агресивний продакт-плейсмент.